# 高橋順一 (文化人類学者)
高橋 順一（たかはし じゅんいち、1948年(昭和23年)11月1日- 2018年（平成30年））は、日本の文化人類学者、桜美林大学教授。専門は社会文化人類学（北米インディアン文化のほか、日本の捕鯨文化、グローバル時代の国際教育）。

## 来歴
千葉県富津市生れ。京都大学文学部卒。1984年ニューヨーク市立大学大学院修了。人類学博士。ブルックリン大学、文化女子大学講師等を経て、桜美林大学国際学部教授、同リベラルアーツ学群教授。

## 著書
- 『女たちの捕鯨物語 捕鯨とともに生きた11人の女性』日本捕鯨協会c、1988
- 『鯨の日本文化誌 捕鯨文化の航跡をたどる』淡交社、1992 日本文化のこころその内と外
- 『はるかなるオクラホマ :ネイティブアメリカン・カイオワ族の物語りと生活』はる書房、2002

### 共編著
- 『異文化へのストラテジー 国際化の時代と相互発展』御堂岡潔、中山治、渡辺文夫共編 川島書店、1991
- 『ニューヨークのど真ん中でも通じる日本人のための英会話』ジョン・ビーティー共著 アルク、1990
- 『地球社会時代をどう捉えるか 人間科学の課題と可能性』渡辺文夫共編 ナカニシヤ出版、1992
- 『人間科学研究法ハンドブック』渡辺文夫、大渕憲一共編著 ナカニシヤ出版、1998

### 翻訳
- ミルトン・M.R.フリーマン編著『くじらの文化人類学 日本の小型沿岸捕鯨』共訳 海鳴社、1989
- ジョン・H.フォーク、リン・D.ディアーキング『博物館体験 学芸員のための視点』雄山閣出版、1996

## 参考
- [ISBN　978-4-89984-031-2]
- 桜美林大学